# Jeffree Star
Jeffree Star (narozen jako Jeffrey Lynn Steininger; * 15. listopadu 1987) je americký youtuber, podnikatel, vizážista a zpěvák přebývající ve městě Calabasas (Los Angeles).

## Dětství
Narodil se 15. listopadu roku 1985 v Orange County v Kalifornii (USA). Otec mu brzy zemřel, vyrůstal tedy s matkou, které v době její účasti na módních přehlídkách bral líčidla a různě s nimi experimentoval. To přerostlo k celoživotní vášni. Začal chodit do školy nalíčený, v době svého dospívání postupně změnil svůj image, začal se oblékat a upravovat do ženského vzezření a přiznal svou bisexuální orientaci.

## Kariéra
V osmnácti letech krátce pracoval v jednom z butiků kosmetické značky MAC.
Na začátku éry MySpace založil punk-rockovou skupinu a začal vystupovat pod jménem Jeffree Star. Brzy mu MySpace začal generovat dostatečně velké příjmy na to, aby se hudbě mohl věnovat profesionálně – v době jeho největší slávy byl jeho největší hvězdou. Koncertoval v USA; v jednom jeho videoklipu spoluúčinkovala v té době ještě ne tolik slavná Nicki Minaj. Stylizoval se do divy s výrazným líčením, barvenými vlasy, tetováním; jeho zevnějšek stejně jako jeho koncerty byly extravagantní, energické a živé. Kolem roku 2008 se spřátelil se zpěvákem a hudebním producentem Akonem, který mj. objevil Lady Gaga a seznámil Stara např. s Ke$hou, Miley Cyrus a dalšími předními populárními interprety. Akon o něm tehdy řekl, že Jeffree Star bude nová Lady Gaga, a chtěl s ním otevřít další spolupráci (Steininger do té doby vydával nezávisle nebo pod nakladatelstvím Popsicle Records). Nedlouho poté ale Akon procházel několika kontroverzemi, soudním procesy, byl vláčen médii, která rozebírala jeho texty atd. a ze spolupráce nakonec sešlo. Ve stejné době popularita MySpace rapidně klesala a Steininger rychle ztrácel peníze, krátkodobě se dostal dokonce do dluhů.
V roce 2014 Star založil svou kosmetickou značku s názvem Jeffree Star Cosmetics a místo rozjeté hudební kariéry se začal věnovat podnikání v oboru make-upu. Přibližně ve stejné době si legálně změnil své jméno na Jefree Star a expandoval na sociální sítě, které využívá pro propagaci svých produktů. Make-up vyrábí v Kalifornii, kde vlastní výrobní haly, sklady, studio pro reklamu a propagaci a další prostory. Zejména posledních několik let pro něj bylo převážně období růstu a zisku. Star dále změnil své vzezření, stylizoval se do role luxusní divy, stal se tváří kosmetických výrobků, které vyrábí; prodělal rekonstrukci zubů, zbavil se obočí, získal další tetování… Dle jeho slov v roce 2018 zažila jeho kosmetická společnost 700% růst. Podle Money Inc. se Star stal člověkem s nejvyššími příjmy na síti YouTube s 75 miliony dolarů, 16,4 miliony fanoušků a 1,7 mld. zhlédnutí jeho videí a statusem internetové celebrity. Na Instagramu jej (ke konci roku 2019) sleduje 14,9 milionů a jeho značku 6,8 milionů lidí.
V současnosti kromě make-upu Star navrhuje módní doplňky, také řídí import reklamních předmětů populárních osobností investuje do nemovitostí a marihuanového průmyslu. Jeho majetek se odhaduje na 200 až 350 milionů dolarů.

## Soukromý život
Od března 2019 Star prostřednictvím dokumentárních videí jiného YouTubera, Shanea Dawsona odhalil několik informací ze svého života, jak z hudební kariéry, zákulisí výroby make-upu či jeho intimního života.
V současnosti žije Jefree Star v Hidden hills v Kalifornii v pompézním sídle za 12 milionu dolarů.

## Diskografie
- Plastic Surgery Slumber Party – EP (2007)
- Cupcakes Taste Like Violence'' – EP (2008)
- Beauty Killer (2009)
- Virginity – EP (2012)
- Mr. Diva – EP (2012)